# Miren Etxezarreta

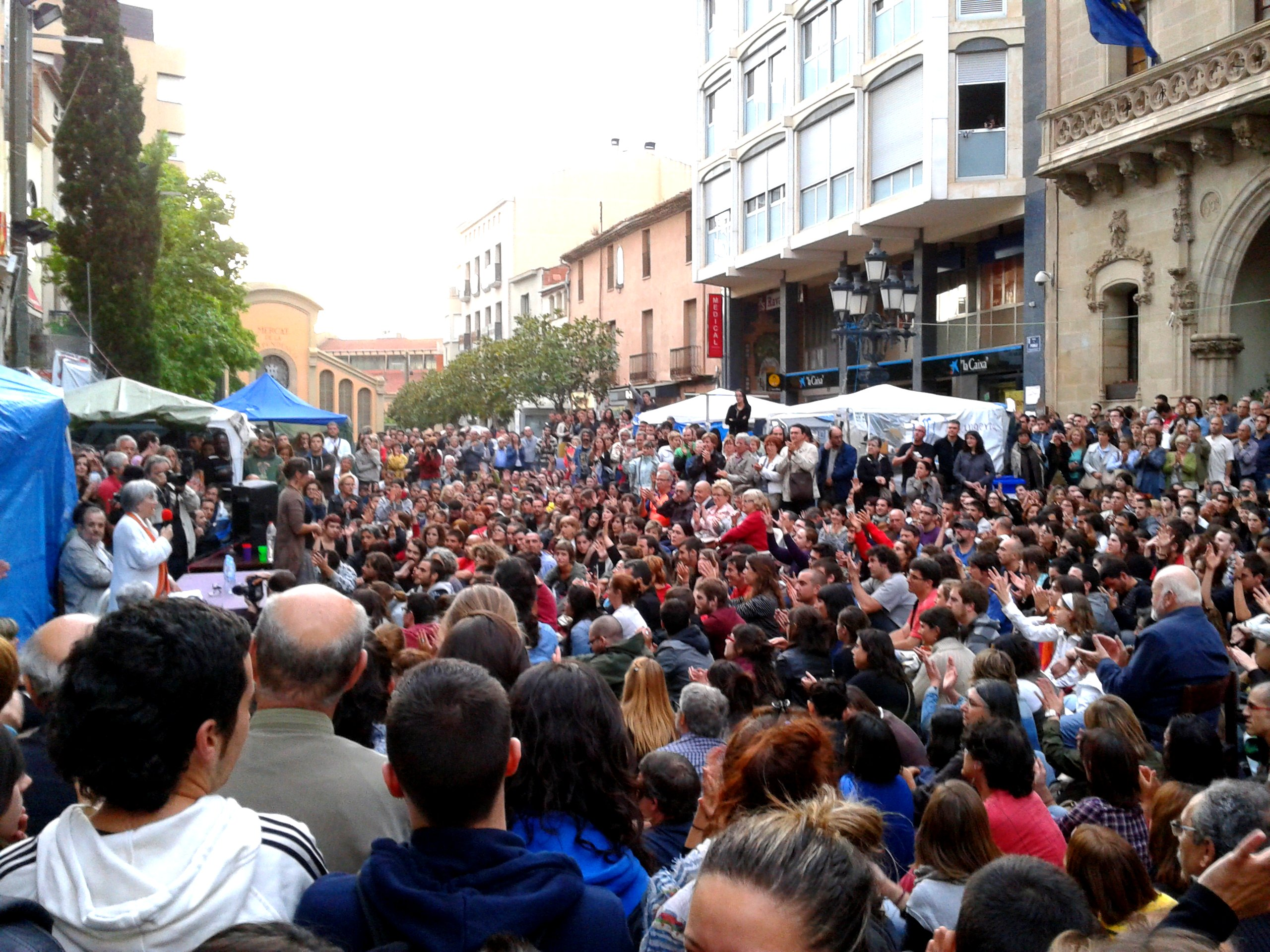
Miren Etxezarreta en el 15M de Tarrasa

Miren Etxezarreta Zubizarreta (Ordicia, Guipúzcoa, 23 de marzo de 1936) es una economista española. Desde 2007 es catedrática emérita en Economía Aplicada de la Universidad Autónoma de Barcelona.

## Biografía
Estudió Economía en el campus de Bilbao de la Universidad del País Vasco e hizo un máster en la London School of Economics, universidad en la que también se doctoró. Años más tarde, en la Universidad Autónoma de Barcelona, volvería a doctorarse.
Está influida por Karl Marx, Rosa Luxemburg y por economistas postkeynesianos como Joan Robinson o economistas marxistas como Paul A. Baran y Paul Sweezy, entre otras influencias.

En una entrevista en 2010 comentaba que ella se hizo economista porque: 
«[...] siempre me ha preocupado que haya pobres y ricos, y quería saber por qué». Y añadía con sarcasmo «[...] pensé que estudiando Económicas lo entendería. Estudié 5 años y no me enteré. A los 70 años lo he llegado a entender un poco».

### Trayectoria profesional
Entre 1968 y 1970 fue profesora de economía en la Universidad de Sussex, antes de trasladarse a la Universidad de Bilbao, donde continuó su actividad docente entre 1970 y 1972.
El incierto clima político en España, que en aquella época todavía se encontraba en los últimos años del franquismo y acaparaba la atención internacional debido al polémico proceso de Burgos, no contribuyó sin duda a la renovación del contrato a Miren Etxezarreta en Bilbao, que políticamente no encajaba con la universidad.
El fin de su breve etapa docente en Bilbao dejó a medias su trabajo de investigación sobre las posibilidades económicas del caserío vasco, el cual continuó más adelante y fue finalmente publicado en 1976, titulado El caserío vasco. La agricultura a tiempo parcial en España.
En 1974 se mudó a Barcelona, donde encontró trabajo en la Universidad Autónoma de Barcelona. Inicialmente se instaló en el Ensanche, barrio que no abandonó hasta 1995 para trasladarse a la Villa Olímpica del Poblenou, su residencia hasta la fecha.
Entre 1974 y 2006 ejerció de profesora en la UAB, dando clases de desarrollo económico y política económica, siendo sus áreas de investigación la economía agraria, la política económica y el desarrollo económico.
En 1991 finalizó su trabajo de investigación en Barcelona, que fue publicado con el título La Reestructuración del capitalismo en España: 1970-1990. Se trata de un análisis crítico de la evolución de la economía española desde los inicios de la transición hasta el final de los años 1980, contemplado desde el punto de vista de aquellos que «[...] venden su fuerza de trabajo, no son propietarios de los medios de producción ni tienen capacidad real de decisión sobre ellos», tal como aclara el prólogo.
A lo largo de su carrera como profesora, ha aprovechado sobre todo los veranos para realizar estancias de docencia en universidades extranjeras. Por ejemplo, ha pasado por universidades de México, Bolivia, Argentina, Chile, Nicaragua, Burkina Faso, Francia, Estados Unidos, Inglaterra, Canadá o Japón.
A pesar de que la economía agraria se ha mantenido siempre como una de sus principales áreas de investigación, a partir de la década de 1990 su trabajo de divulgación se pasa a concentrar más en temas de política económica, como por ejemplo sobre el tratado de Maastricht, el impacto socioeconómico de los Juegos Olímpicos de Barcelona (1992) o el aniversario de los cincuenta años del FMI y el Banco Mundial (1994). Es también durante esta época que funda el Seminario de Economía Crítica Taifa y se incorpora en el Grupo EuroMemorandum. Todo ello contribuye a que la década de los 1990 devenga un punto de inflexión en su carrera de economista, con el que adquiere una gradual popularidad entre los movimientos sociales de izquierdas y grupos altermundistas hasta convertirse en un referente, tanto a nivel local como estatal.
A pesar de todo, no abandona nunca su inicial área de investigación -la economía agraria- y publica en 2006 La agricultura española en la era de la globalización, una obra precedida por libros como La vulnerabilidad de los modelos económicos neoliberales (2000), Globalización capitalista. Luchas y resistencias (2001) o Crítica a la economía ortodoxa (2004).
En 2010 regresa al campo de la economía social al publicar Qué pensiones, qué futuro, un repaso a la evolución regresiva de las pensiones públicas a partir de la década de 1970 y, a su vez, una crítica frontal a la concepción convencional del sistema de pensiones mantenida por las instituciones económicas internacionales y demás poderes fácticos.
Desde 2007 es catedrática emérita en Economía Aplicada de la Universidad Autónoma de Barcelona.
Está incluida en el artículo de Guisan(2018), en la revista internacional Regional and Sectoral Economic Studies, entre Notables Mujeres Economistas Españolas, como una de las pioneras destacadas en la dirección de Tesis Doctorales de Economía Aplicada.

### Activismo político y social
En una entrevista de principios de 2012, Miren Etxezarreta expresaba su escepticismo sobre las transformaciones sociales procedentes de revoluciones lideradas por poderes jerárquicos y elitistas. Se cuestionaba la evolución política de Venezuela pero, sobre todo, manifestaba su decepción por el desenlace de la revolución Sandinista de 1979, con la cual aseguraba haber aprendido mucho. Por este motivo, Miren reiteraba la importancia de «generar ámbitos de autonomía» y ponía énfasis en llevar a cabo una transformación social «de abajo hacia arriba» y no al revés.
Guiada por dichas premisas, nunca ha participado en estructuras jerárquicas propias de partidos políticos o sindicatos sino que ha preferido colaborar con el tejido asociativo de base, ha trabajado junto con numerosos colectivos de izquierda, ha participado en múltiples y variadas campañas e incluso ha fundado el Seminario de Economía Crítica Taifa, como ejemplo de grupo para «cambiar la sociedad mediante microcosmos».
Dentro de su trayectoria como activista, uno de sus compromisos más constantes y regulares a largo plazo lo ha constituido sin duda las Jornadas de Economía Crítica, nacidas a finales de los años 1980 y celebradas bianualmente en diferentes localidades de España, como por ejemplo Madrid (Jornadas de Economía Crítica I, 1987), Málaga (Jornadas de Economía Crítica VI, 1998) o Zaragoza (Jornadas de Economía Crítica XII, 2010).
Su implicación en las Jornadas de Economía Crítica le ha permitido conocer y mantener contacto con numerosos economistas españoles e incluso extranjeros, como por ejemplo Jörg Huffschmid. La presencia del economista alemán en las Jornadas de Valencia de 1994 le sirvió de inspiración para ampliar su Grupo de Trabajo por una Política Económica Alternativa (Arbeitsgruppe Alternative Wirtschaftspolitik) de Bremen y, al año siguiente, nació en Bruselas el Grupo EuroMemorandum, en el que Miren se involucró desde su inicio.
A finales de la década de los años 1990, el nacimiento y propulsión del movimiento antiglobalización acabó de consolidar a Miren como una voz de referencia de los movimientos sociales altermundialistas, debido a su postura decididamente anticapitalista y su punto de vista marxista de la economía.

#### Década de los 1990
Durante los años 1990 se mostró muy crítica con dos de los acontecimientos que acapararon gran parte de la atención social y mediática de principios de la década: a nivel nacional, los Juegos Olímpicos de Barcelona y, a nivel europeo, la ratificación del tratado de Maastricht.
Su interés por el desarrollo económico y social de la ciudad condal desembocaría, años más tarde, en la publicación del estudio "Barcelona, una ciudad extrovertida" (1997), coescrito con Albert Recio y Lourdes Viladomiu. El informe formaba parte de un proyecto de desmitificación olímpico organizado por la Fundación Antoni Tàpies bajo el título "La ciutat de la gent" ("La ciudad de la gente") y se cuestionaba el modelo de transformación de la ciudad, sin una estructura productiva sólida y dependiente de elementos foráneos como el turismo o el comercio internacional.
Miren explicaba en La Vanguardia que «el motor del crecimiento de Barcelona no puede ser únicamente externo, sino un combinado de servicios y industria que se genere desde dentro. Y qué política se hace al respecto? Sustituir las fábricas de Poblenou por pisos».
En 1994 asistió a Madrid a la campaña 50 años bastan, en referencia a la efeméride de la fundación del FMI y el Banco Mundial. Esta convocatoria fue precursora del nacimiento del movimiento antiglobalización, que a nivel internacional obtendría mucha repercusión a raíz de la batalla de Seattle en 1999, contra la OMC; a la que seguiría Praga en el año 2000, contra el FMI y el Banco Mundial; o la contracumbre de Génova, contra el G8.
Su participación en 50 años bastan permitió a Miren coincidir con el activista Ramón Fernández Durán, miembro de Ecologistas en Acción, con quien establecería una amistad a lo largo de toda su vida. Tiempo más tarde, dicha amistad dio como frutos, por ejemplo, la publicación del libro Globalización capitalista. Luchas y resistencias (2001).
La década de los 1990 es también especialmente relevante desde el punto de vista asociativo ya que es esta época que ve nacer, primero, el Seminario de Economía Crítica Taifa (1991) y, después, el Grupo EuroMemo (1995).

#### Década de los 2000
A principios de los años 2000, participó en la campaña contra la cimera del Banco Mundial en Barcelona (2001), finalmente cancelada debido a la gran presión social contra el evento.
En el año siguiente dio su apoyo a los actos de la Campaña Contra la Europa del Capital, en protesta contra la reunión del Consejo Europeo celebrada en Barcelona. También fue invitada a las Jornadas Internacionales de Renta Básica de Málaga, donde hizo una ponencia con título El Estado Español dentro de la Europa del Capital y, en noviembre, fue ponente invitada al primer Foro Social Europeo, celebrado en Florencia. También la edición siguiente, celebrada en 2003 a París, contó con su participación.
Mediante el Seminario Taifa, colaboró activamente con la Plataforma contra el Fòrum 2004 de Barcelona. Además de charlas a nivel local y estatal, la comisión Ochub (Observatorio Crítico sobre Vivienda y Urbanismo de Barcelona) del Seminario publicó un informe crítico con la intención de desenmascarar la gran operación del Fòrum. El informe denunciaba la cooperación entre el capital privado y la administración pública, dirigida a proporcionar grandes beneficios y a vender la ciutad a los intereses del capital privado.
Considerada como una operación destinada a reforzar el modelo de ciudad turística, el Seminario Taifa veía en el Fòrum 2004 un eslabón continuista con el modelo de desarrollo iniciado a principio de los años 1990 con los Juegos Olímpicos. En su contra, el observatorio Ochub proclamaba que «Barcelona necesita un modelo de desarrollo integrado, sostenible, permanente, que genere oportunidades de trabajo y desarrollo personal adecuado a su población, y no acontecimientos puntuales, ocasionales y temporales, por muy espectaculares que sean; y que solamente contribuyen a un modelo de ciudad que refuerza la desigualdad y la injusticia, sin resolver ningún problema de su ciudadanía».
Entre 2004 y 2005 participó en la Campaña de los Países Catalanes contra la Constitución Europea.
En 2005 fue miembro del jurado del Tribunal de Barcelona sobre la Deuda Ecológica, el cual precedió la reunión del Tribunal Internacional sobre la Deuda Externa que tuvo lugar una semana después en Madrid. El Tribunal deliberó sobre la gestión de la deuda externa del gobierno español y sobre la actuación de las empresas transnacionales españolas en América Latina y África, además de abordad casos paradigmáticos como la impunidad de Repsol y Unión Fenosa en América Latina o la gran expansión de Pescanova en Chile. La sentencia dictaminó que la deuda externa es ilegítima y responsable directa de la violación de los derechos humanos en los países del sur. Tanto el gobierno como las transnacionales españolas fueron condenadas e interpeladas a abolir la deuda externa y reconocer la deuda ecológica mantenida con América Latina y África.
En 2008 impulsó una campaña coordinada a nivel europeo y promovida por economistas de toda Europa llamada Especulación y crisis: ya basta! contra la libertad de circulación del capital promovida por el Tratado de Lisboa. El manifiesto, publicado simultáneamente el 27 de marzo en distintos medios de comunicación europeos, reclamaba la derogación del artículo 56 del Tratado de Lisboa, el cual «al prohibir cualquier restricción a sus movimientos, ofrece al capital financiero las condiciones para su dominación aplastante de la sociedad». También, reclamaba la restricción de la "libertad de establecimiento" (artículo 48), ya que «deja oportunamente al capital la posibilidad de desplazarse allí donde las condiciones le son más favorables, y permitiría así a las instituciones financieras encontrar asilo en la City de Londres o en otros puntos».
En 2009 participó en el III Fòrum Social de Mallorca (III Foro Social de Mallorca), en el que fue ponente de un coloquio sobre el proceso de privatización de los servicios públicos y sociales.

### Asociacionismo
Forma parte del Grupo EuroMemo reflexiona sobre las políticas económicas dictadas por la Comisión Europea y sus consecuencias.
Participa en el Seminario de Economía Crítica Taifa se realizan críticas a los planteamientos económicos ortodoxos y sus consecuencias sociales, democráticas y políticas.

## Vida personal
Está casada con el sociólogo y economista José Iglesias Fernández, con quien tiene un hijo.

## Publicaciones
Algunas de las publicaciones de Miren Etxezarreta son las siguientes:
Libros
- 2020 - La mochila austriaca, Icaria Editorial.[20]

- 2015 - ¿Para qué sirve realmente la economía?, Ediciones Paidós, n.º pags. 256, ISBN 9788449331619.[21]
- 2010 - Sin pensiones públicas, ¿qué futuro?. Icaria.[22]
- 2006 - La agricultura española en la era de la globalización, Ministerio de Agricultura Pesca y Alimentación.
- 2004 - Crítica a la economía ortodoxa, Univeristat Autònoma de Barcelona – Servei de Publicacions.